# Jasna Polana (obwód charkowski)
Jasna Polana (ukr. Ясна Поляна) – wieś na Ukrainie, w obwodzie charkowskim, w rejonie krasnohradzkim, w hromadzie Natałyne. W 2001 liczyła 199 mieszkańców.